# Tobias Kunze

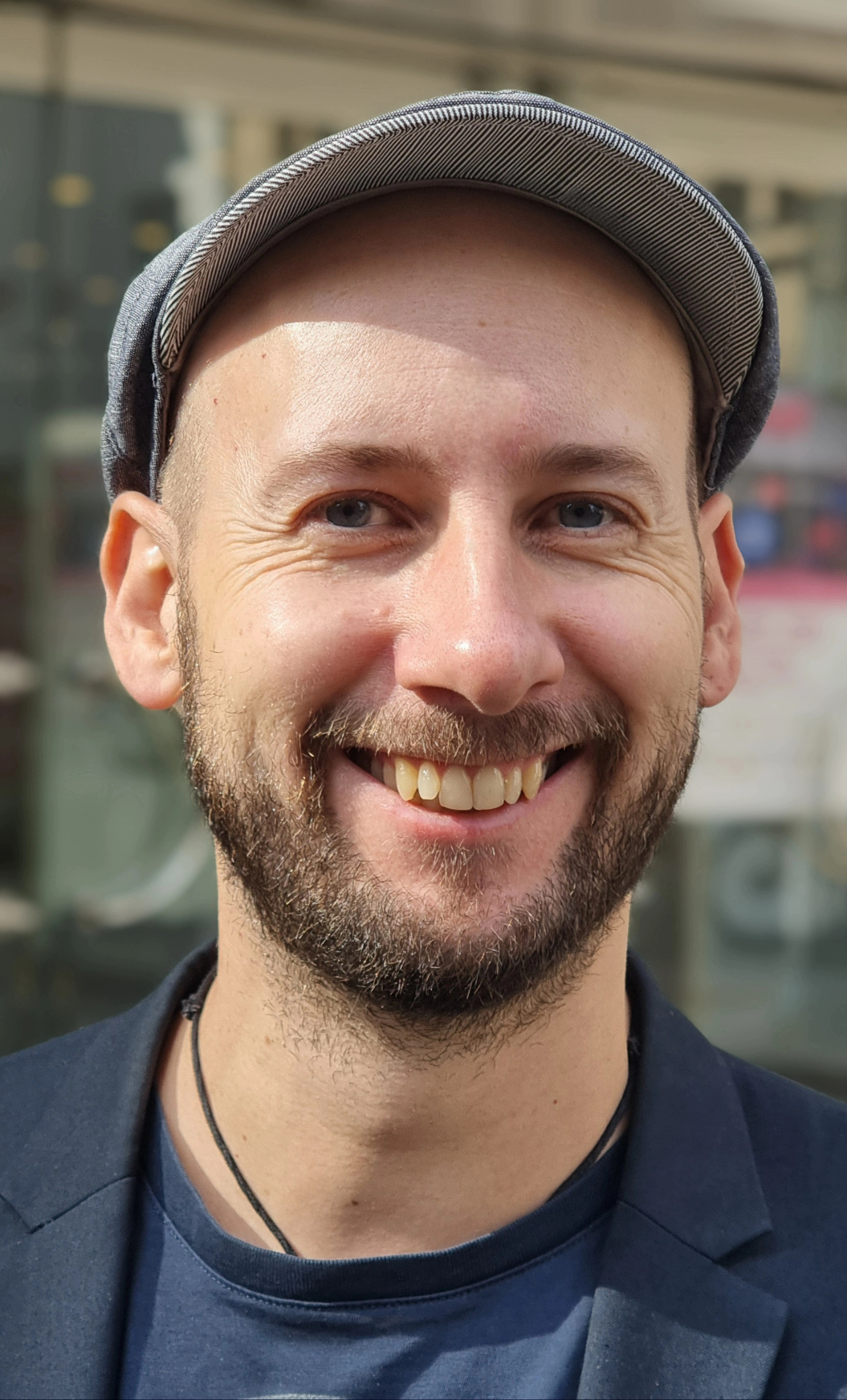
Tobias Kunze (2024)

Tobias „Tobi“ Kunze (* 1981 in Hannover) ist ein deutscher Slam-Poet, Rapper und Autor.

## Leben
Seit Anfang der 2000er ist er regelmäßig als Rapper sowie als Poet auf deutschsprachigen Poetry Slams unterwegs und gilt als einer der Pioniere der Slam-Szene, insbesondere für den niedersächsischen Raum. 2008 gewann er die ersten nordrhein-westfälischen Slam-Meisterschaften in Münster, 2009 in Berlin den European Poetry Slam. Er absolvierte mit seinen Texten unter anderem Reisen nach Italien, Estland, Frankreich, Rumänien, Weißrussland und in die Schweiz, darunter auch einige im Auftrag des Goethe-Institutes. Auch in Malawi, auf Madagaskar und Zypern war er zu Gast auf Poesie- und Kulturfestivals. Seit 2007 besteht die von ihm mitbegründete hannoverschen Lesebühne Die Nachtbarden im TAK. In Hannover veranstaltet Kunze heute zahlreiche Literatur- und Kulturveranstaltungen, etwa den regelmäßigen Macht Worte!-Slam in der Oper Hannover. Seine Texte sind häufig im Duktus von Rap-Musik verfasst, oft arbeitet Kunze auch mit dem Stilmittel der Improvisation.
Kunze ist Teil der vierköpfigen hannoverschen Rap-Formation Big Tune, sie veröffentlichte 2004 das Album Melodinner, 2010 die Rough Blues EP, 2016 die EP Kopf hoch und 2017 die EP Durch die Nacht mit....

## Veröffentlichungen (Auswahl)

### Schriften
- Ninia LaGrande, Tobias Kunze, Kersten Flenter, Johannes Weigel: Hannover von A bis Z. Der alternative Reiseführer, Helmstedt: Blaulicht-Verlag, 2021, ISBN 978-3-941552-53-1 und ISBN 3-941552-53-8; Inhaltsverzeichnis

### Als Herausgeber
- Tobias Kunze (Hrsg.): Stadtgeschehen bei Mischwetter. Schöneworth, 2006, ISBN 978-3-9811060-9-1.

### Textbeiträge
- Wortgewitter – Neue Literatur aus Hannover (CD) O-Ton, 2005[18]
- Dominik Bartels (Hrsg.): Etwas ist faul im Staate. Blaulicht Verlag, 2011, ISBN 978-3-941552-11-1.
- Axel Klingenberg (Hrsg.): The Punchliner Nr. 8: Buchmagazin für Satire und Slam Poetry. Verlag Andreas Reiffer, 2011, ISBN 978-3-934896-08-6.
- Buch oder Bier? Blaulicht Verlag, 2012, ISBN 978-3-941552-16-6.
- Thomas P. Langkau (Hrsg.): Heute hier - morgen tot... Blaulicht Verlag, 2012, ISBN 978-3-941552-15-9.
- Sebastian Lehmann, Volker Surmann (Hrsg.): Lost In Gentrification Satyr Verlag, 2013, ISBN  978-3-9814891-6-3